# Municipio de Huntington (condado de Brown)
El municipio de Huntington (en inglés: Huntington Township) es un municipio ubicado en el condado de Brown en el estado estadounidense de Ohio. En el año 2010 tenía una población de 2763 habitantes y una densidad poblacional de 31,19 personas por km².

## Geografía
El municipio de Huntington se encuentra ubicado en las coordenadas 38°42′41″N 83°44′6″O / 38.71139, -83.73500. Según la Oficina del Censo de los Estados Unidos, el municipio tiene una superficie total de 88.58 km², de la cual 86,96 km² corresponden a tierra firme y (1,83 %) 1,62 km² es agua.

## Demografía
Según el censo de 2010, había 2763 personas residiendo en el municipio de Huntington. La densidad de población era de 31,19 hab./km². De los 2763 habitantes, el municipio de Huntington estaba compuesto por el 96,56 % blancos, el 1,27 % eran afroamericanos, el 0,07 % eran amerindios, el 0,11 % eran asiáticos, el 0,62 % eran de otras razas y el 1,38 % eran de una mezcla de razas. Del total de la población el 1,77 % eran hispanos o latinos de cualquier raza.